# 後藤威尊
後藤 威尊（ごとう たける、1999年6月3日 - ）は、日本のアイドル。男性アイドルグループ・INIのメンバー。大阪府 豊能郡 豊能町出身。LAPONEエンタテインメント所属。

## 概説
INIのメンバーでムードメーカー。リードダンサーの1人。
グローバルボーイズグループを生み出すオーディション番組『PRODUCE 101 JAPAN SEASON2』に出演し、同番組から誕生した「INI」のメンバーとして2021年11月3日にCDデビューした。

## 来歴

### 生い立ち
大阪府豊能郡豊能町出身。地域のサッカーチームに所属していた。
中学時代はバスケットボール部に所属し、地域の大会で得点王1位として表彰された。
高校ではダンス部に所属し、副部長を務めた。全国大会にも出場している。
関西外国語大学に進学し、ダンスサークル「NODcrew」に所属していた。大学のミスターコンテストではグランプリを受賞している。

### PRODUCE 101 JAPAN SEASON2
オーディションへの参加理由は、もともと有名人になりたいと思っていたことと、「前シーズンの『PRODUCE 101 JAPAN』を見ていて全力で頑張っている姿をすごくかっこいいと思ったと同時に、自分も挑戦したいと思ったため」と語っている。
番組内では、センターを務めたグループ評価の「AGEHA」などステージでの華やかな存在感と共に、グループをストイックに引っ張っていく姿、休憩時間を惜しんで練習する姿が話題を集めた。
また、オンタクト能力評価でのきゅうりのASMRや、「叩いて被ってじゃんけんぽん」での栗田航兵（同番組練習生）との掛け合いなど本編外企画でも話題を集めた。
最終順位11位でデビュー権を獲得。当人は「オーディションで自分に自信を持つことを一番学んだ」と振り返っている。

### INIの結成
同番組最終回で「INI」のメンバーとして2021年内のデビューが発表され、11月3日にデビューした。

### INIとしてのデビュー後
2025年1月29日に東京・後楽園ホールで『LAPOSTA 2025 Supported by docomo』内の企画「LAPOSTA 2025 SHOW PRODUCED by MEMBERS」を開催。『NUMERO 1』と題した公演を行った。

## 人物

### 特徴
上品、ストイック、表現力が高いと称されることが多い。本人は自分の性格を「真面目」「ストイック」と語っている。
「王子様になりたい」と日頃から発言しており、なりたい王子様像として「かっこよくて、品があって、沢山の魅力があって、信念を持っていて、ファンと互いに信頼しあっていて、ついて行きたいと思われる王子様」を挙げている。
チャームポイントは柔らかいお尻、キメ顔、笑っている時のたれ目。たれ目について本人は「黄金の瞳選手権という大会で優勝した夢を見た時からチャームポイントになった。周りからは人類史上最高最安全の滑り台と言われている」と語っている。

### 趣味・嗜好
好きな食べ物は和梨、いちご、レアチーズケーキ。一番好きな野菜はトマト。
好きな動物はハリネズミと猫。
読書が趣味で宗教学の本をよく読む。好きな作家は中村文則。好きな本は『青い虚空』。好きな漫画は『キングダム』。
好きなテレビドラマは『リーガル・ハイ』、好きな映画は『ショーシャンクの空に』。
憧れのアーティストはBTSのV、嵐、ウィリアム・フランクリン・ミラー、堺雅人。
座右の銘は「Be myself」。
特技は和太鼓、モノマネ、バスケットボール、サッカー、ダンス。

## 出演

### テレビドラマ
- コンビニ★ヒーローズ〜あなたのSOSいただきました!!〜（2022年10月23日、カンテレ・BSフジ）- 万引き客役
- 栞ちゃん 心の声を聞かせてよ（2024年12月13日、テレビ朝日）- 東役[29]

### ラジオ
- ガチモン！（2023年12月27日、12月28日、2024年3月20日 - 、NHKラジオ第一）[30]

## 関連映像

### PRODUCE 101 JAPAN SEASON2
| オンタクト評価   | Turn up feat.T-PABLOW,SKY-HI | KEN THE 390                 | |
| レベル分け評価   | Stand by me, Stand by you    | 平井大                      | 尾崎匠海、佐野雄大                                                                                     |
| レベル分け再評価 | Let me fly〜その未来へ〜     | オリジナル                  | 同番組に出演した練習生のうちオンタクト評価を通過した60人                                               |
| グループ評価     | AGEHA                        | GENERATION from EXILE TRIBE | 上田将人、上原貴博、小池俊司、佐久間司紗、池﨑理人                                                     |
| ポジション評価   | OH-EH-OH                     | JO1                         | 松田迅、大久保波留、栗田航兵、佐野雄大、ヴァサイェガ光                                                 |
| コンセプト評価   | SHADOW(Slip inside)          | オリジナル                  | 髙橋航大、許豊凡、松田迅、小林大悟、平本健、森井洸陽、松本旭平                                         |
| デビュー評価     | ONE                          | オリジナル                  | 木村柾哉、小池俊司、小林大悟、太田駿静、飯沼アントニー、許豊凡、寺尾香信、西島蓮汰、西洸人、大久保波留 |
| デビュー評価     | ONE DAY                      | オリジナル                  | ファイナリスト21人の練習生                                                                             |